# Parque México
El Parque México, oficialmente Parque General San Martín, es un parque urbano ubicado en la colonia Hipódromo, dentro del barrio Condesa en la Ciudad de México. Se destaca por su arquitectura y decoración art déco, así como por ser uno de los espacios verdes más grandes de la ciudad. En 1927, durante la construcción de la colonia Hipódromo, el parque se desarrolló en el antiguo terreno del hipódromo del Jockey Club de México. En la actualidad, el Parque México no solo es el centro de la colonia Hipódromo, sino también el núcleo cultural de la zona de la Condesa.

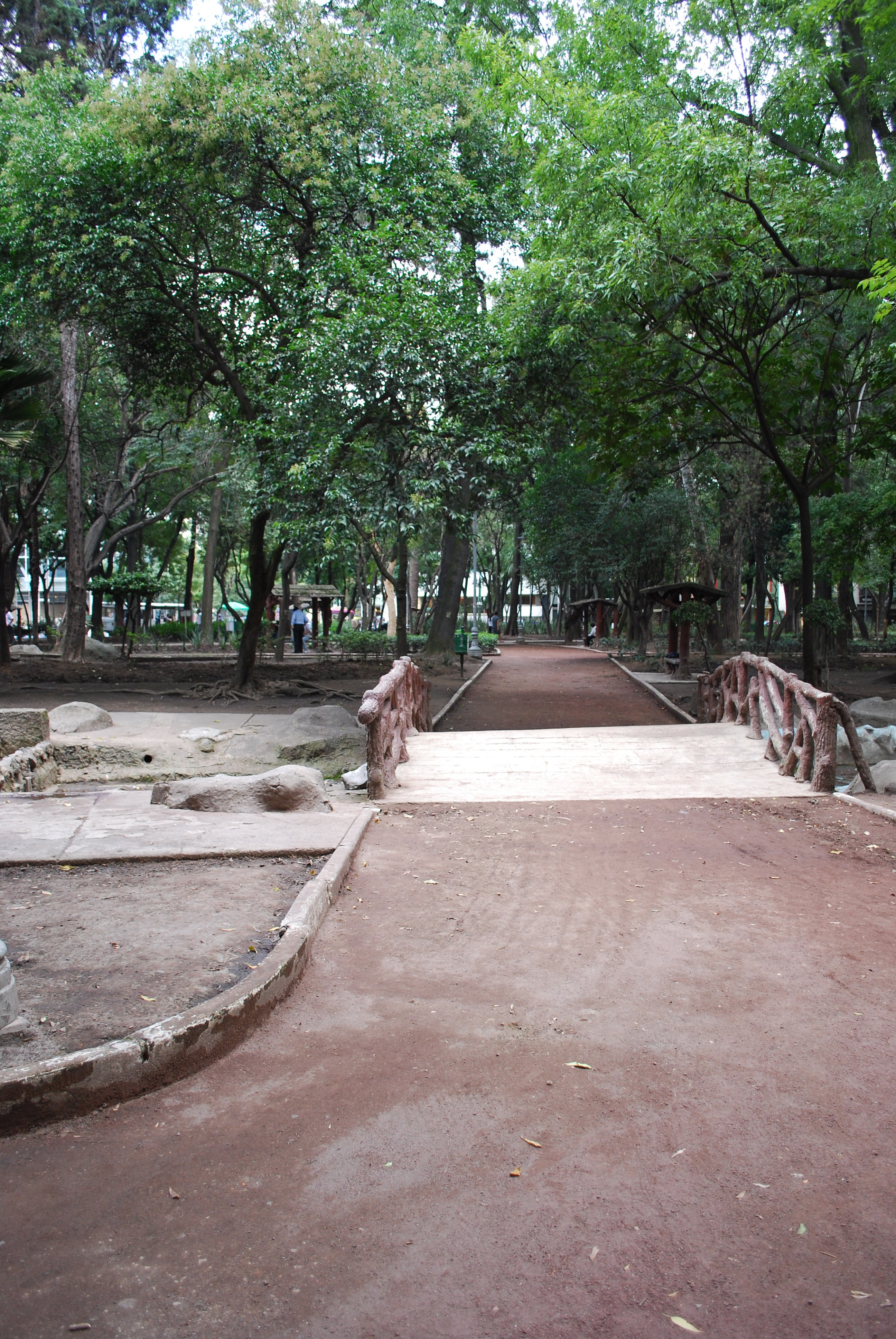
Vista del Parque México

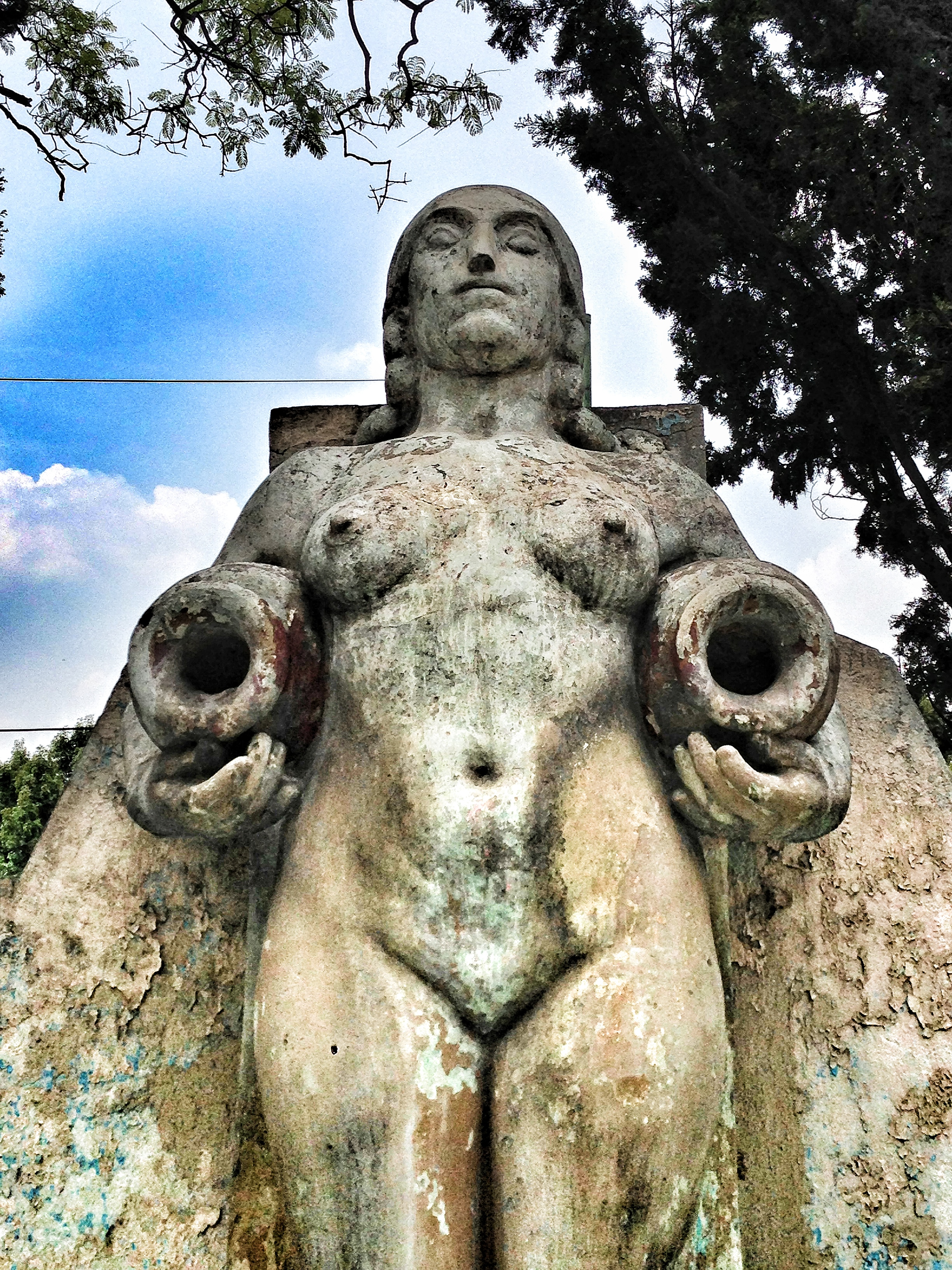
Fuente de los Cántaros, obra de José María Fernández Urbina. Luz Jiménez fue la modelo.

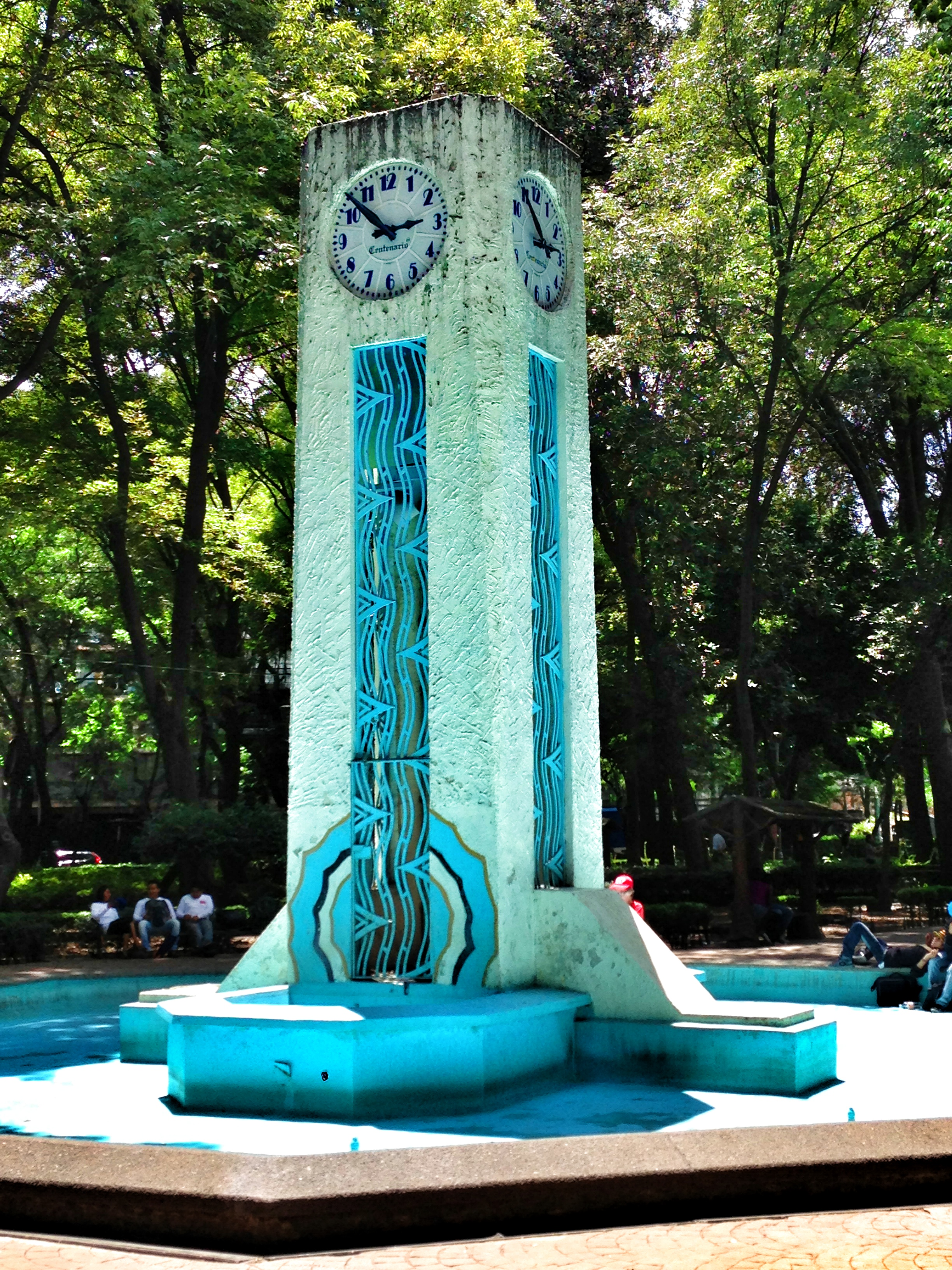
Reloj art decó

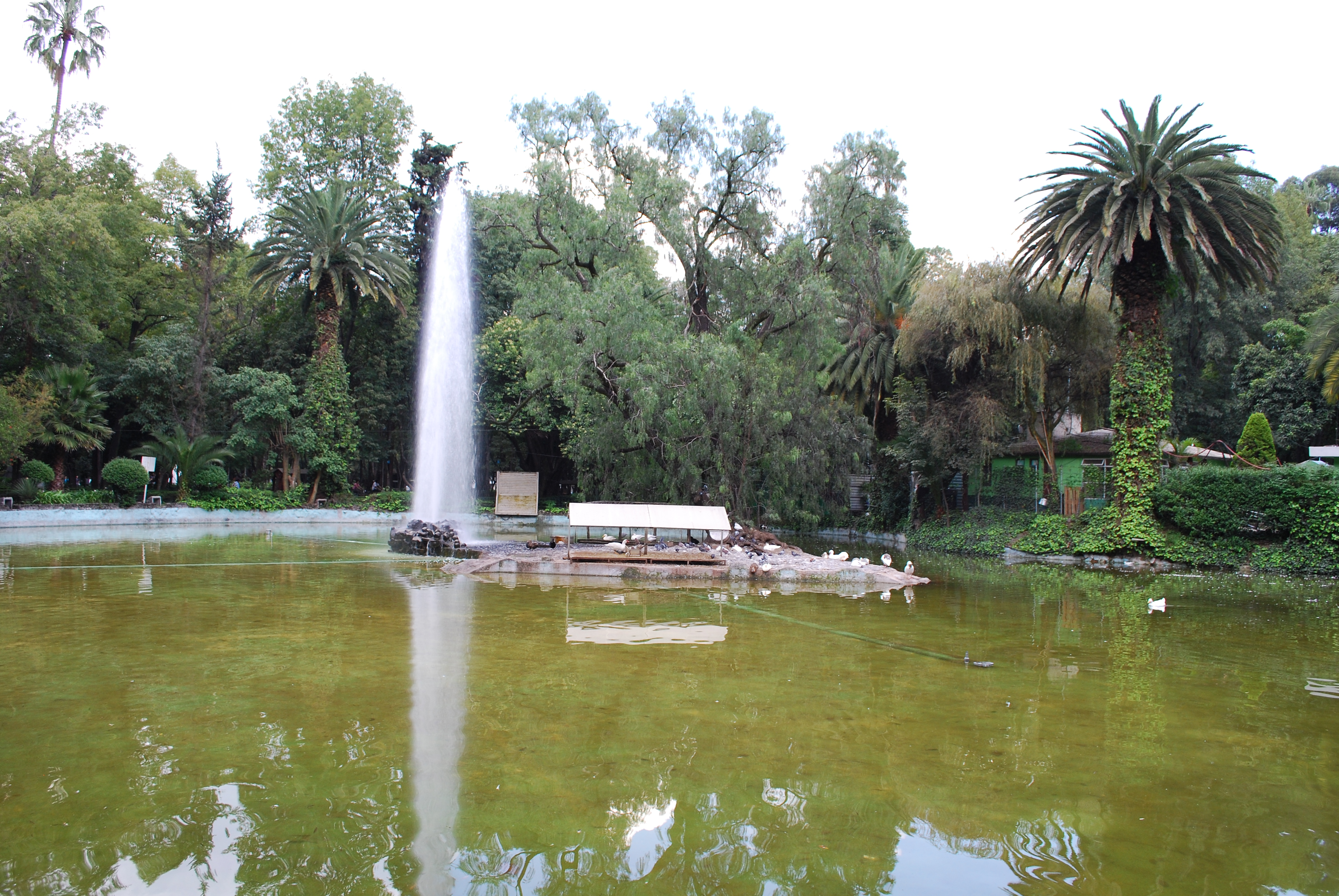
Estanque

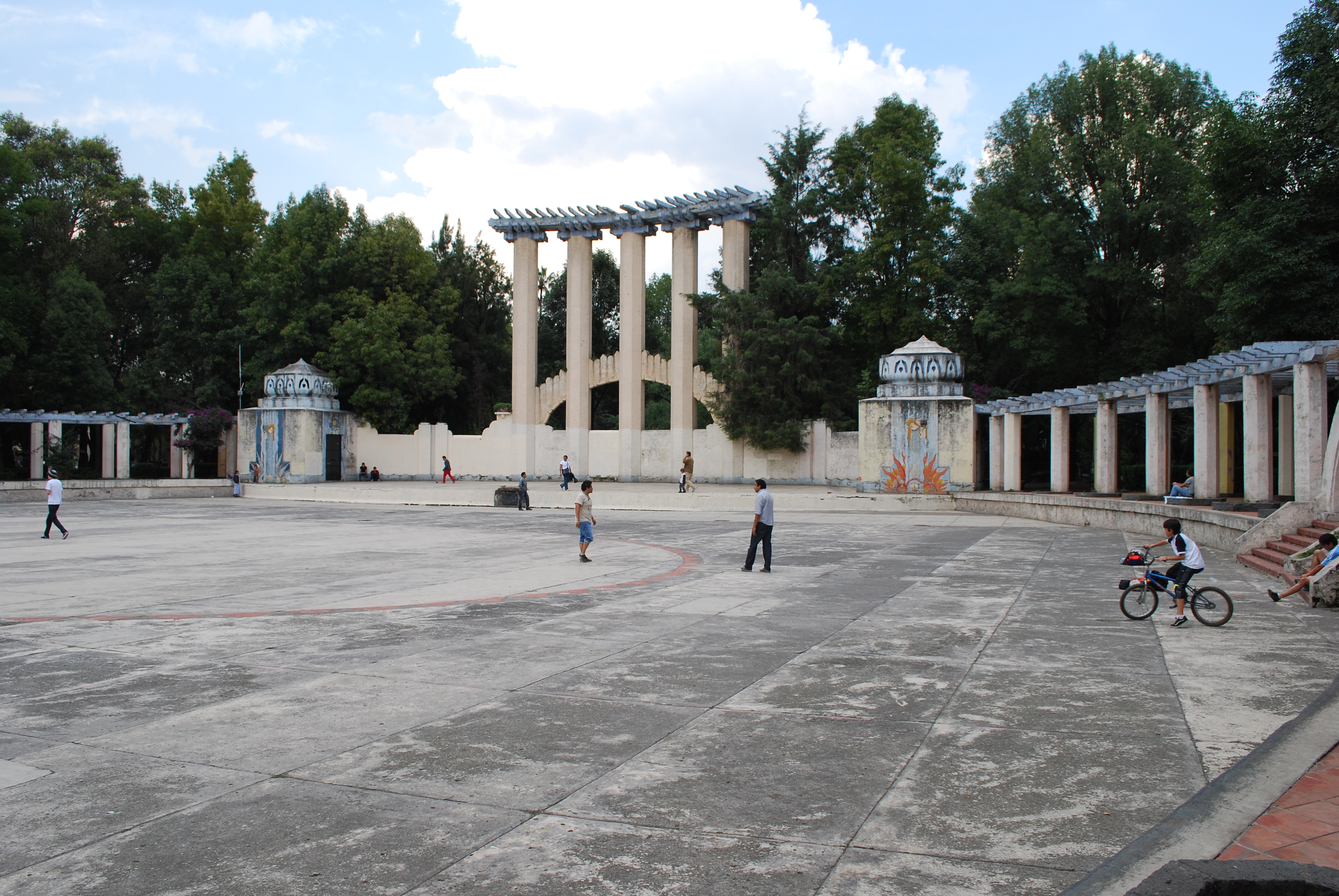
Vista del Foro Lindbergh

## Descripción
El parque está ubicado en la avenida México y la calle Michoacán, de la colonia Hipódromo, a solo dos cuadras de la avenida Insurgentes, una de las arterias principales de la ciudad.

### Diseño y características
A diferencia de otros parques de la ciudad, el Parque México es el resultado de un estudio paisajístico. Tiene una extensión de nueve hectáreas con un diseño elíptico. Cuenta con fuentes, estanques y cascadas artificiales y postes de iluminación que simulan troncos de árboles. Se diferencia de otros parques importantes de la ciudad, como la Alameda Central, ya que sus senderos presentan un trazado más orgánico y menos rígido, serpenteando a través de sus atracciones. Además, posee bancas de concreto que simulan pequeñas cabañas de madera.
Un gran estanque o pequeño lago está habitado por patos y cisnes. Numerosas especies vegetales, tanto autóctonas de zonas húmedas mediterráneas (como cipreses libaneses, mimosas y palmeras), como exóticas (bambú), conforman la flora del parque, incluyendo árboles plantados durante la creación del parque. Una torre con reloj, de estilo art decó, con herrajes y campanas para marcar la hora, es también una característica del parque. En el pasado, la torre emitía música clásica para marcar la hora.
El sello distintivo del parque es su teatro al aire libre, conocido como Foro Lindbergh. Se trata de un foro abierto de estilo art decó, con capacidad para 8000 personas. El teatro está decorado con cinco grandes columnas de concreto que sostienen las trabes de una pérgola. Los cinco pilares delimitan el área del escenario. A ambos lados del escenario se encuentran los camerinos. En sus fachadas, hay relieves de mujeres que sostienen las máscaras de la tragedia y la comedia, obra del pintor Roberto Montenegro. Dos pasillos pergolados, que conforman los palcos, limitan el foro a izquierda y derecha, dándole una forma elíptica. La entrada principal se encuentra en la calle de Michoacán. La entrada consiste en dos rejas de metal entre las cuales se ubica una fuente de estilo art decó, la Fuente de los Cántaros. En la fuente hay una escultura de una mujer indígena con grandes vasijas de las que fluye agua, obra de José María Hernández Urbina, con Luz Jiménez como modelo, quien también posó para Diego Rivera.
El teatro al aire libre lleva el nombre del aviador estadounidense Charles Lindbergh. En 1927, Lindbergh visitó México con su avión, el Spirit of St. Louis. El teatro se inauguró en 1928, convirtiéndose en uno de los iconos de la colonia Hipódromo.

### Actividades recreativas
El parque alberga diversos eventos culturales, reuniones vecinales y es considerado un lugar de encuentro socialmente atractivo. En él, se pueden observar niños jugando al fútbol o en bicicleta, mientras adultos pasean, hacen ejercicio o simplemente descansan en los bancos.

## El parque y sus alrededores
El parque es el centro de la colonia Hipódromo. La mayoría de las calles de la colonia siguen las líneas del parque o conducen hacia él, y las casas que lo rodean poseen su mismo estilo art déco. En los alrededores, se encuentran importantes ejemplos arquitectónicos de las décadas de 1920 y 1930, como el Edificio San Martín y el Edificio México. Este último es notable por conservar características arquitectónicas clásicas de la época, como la ubicación de las habitaciones con las mejores vistas, en lugar de la sala de estar. Este edificio fue restaurado entre 1998 y 2001 por el arquitecto Carlos Duclaud, tras encontrarse en un estado de casi ruina total.
El parque no solo es el centro de la colonia Hipódromo, sino también un elemento definitorio del barrio Condesa. Se le considera, además, un pulmón verde de la zona.
El parque ha sido reconocido por el Instituto Nacional de Antropología e Historia como parte del patrimonio histórico de la ciudad.

## Historia

### Origen y urbanización
La creación del parque ocurrió simultáneamente con el de la colonia Hipódromo en la década de 1920. Toda el área de La Condesa, junto con la colonia Roma, formaba parte de una hacienda de la Condesa de Miravalle, quien celebraba carreras de caballos en su propiedad, en el antiguo hipódromo del Jockey Club de México. Tras varios años de funcionamiento, el hipódromo fue adquirido en 1924 por la compañía fraccionadora De la Lama & Basurto. El objetivo era demolerlo y urbanizar el área para crear la colonia Hipódromo. Se dotó al nuevo fraccionamiento de servicios como saneamiento, pavimento de asfalto, banquetas y guarniciones de concreto, electricidad con cableado subterráneo y la construcción de un parque. Las obras iniciaron en 1926 bajo la dirección del arquitecto José Luis Cuevas. Cuevas se basó en la forma elíptica de la pista del hipódromo para el trazo urbano, aunque con algunas modificaciones. Tras la urbanización de los terrenos de la hacienda, solo quedó la pista de carreras, que no podía ser convertida en viviendas debido a las leyes ambientales. El área central se reservó para el parque, que se convertiría en el núcleo de la colonia. El trazo y diseño final del parque se atribuye al arquitecto Leonardo Noriega y el ingeniero Javier Stávoli, quienes aprovecharon el gran tamaño del parque para dividirlo en secciones destinadas a diferentes actividades. Se trató del primer parque moderno concebido con un diseño arquitectónico al reproducir muchos de los elementos de los jardines europeos, como los estanques y paseos.
En 1927, la Secretaría de Relaciones Exteriores sugirió al ayuntamiento de la ciudad que, como un gesto de buena voluntad con Argentina, se diera el nombre de San Martín a alguna calle, plaza, avenida o parque, en honor al libertador argentino José de San Martín. La Comisión de Obras Públicas propuso que el parque de la colonia Hipódromo llevara ese nombre. Se oficializó el cambio a Parque General San Martín en diciembre de 1927. Sin embargo, la costumbre popular mantuvo el nombre de Parque México.
Como hecho importante, destaca el descenso realizado por el aviador Charles Lindbergh en los terrenos del parque, entonces no tan poblado de árboles.

### Renovación
Desde su creación en la década de 1920, el parque ha experimentado deterioro con el tiempo. En 2008, se llevaron a cabo trabajos de renovación en el parque y otras áreas verdes de la Condesa. En el Parque México, la renovación incluyó la construcción de una planta de tratamiento, un sistema de riego, la revitalización de las zonas ajardinadas, una mejor iluminación y la restauración del Teatro Lindbergh. Sin embargo, no todos los residentes estuvieron satisfechos con los trabajos de renovación, especialmente en lo referente a las áreas verdes. Algunos criticaron a la ciudad por no consultarles previamente sobre los cambios y por no compartir información sobre la renovación. Un punto de conflicto fue la posibilidad de permitir el paso por las zonas con césped.
En 2010, el gobierno de la ciudad instaló servicio de WiFi gratuito en el parque como parte de los 600 espacios públicos en los que la ciudad ha instalado este servicio. En octubre de 2013, se inició una renovación de 600,000 pesos que incluyó pintura general y la restauración del Foro Lindbergh.